# Bathycheles
Bathycheles is een geslacht van kreeftachtigen uit de klasse van de Malacostraca (hogere kreeftachtigen).

## Soorten
- Bathycheles crosnieri (Forest, 1987)
- Bathycheles cubensis (Ortiz & Gómez, 1986)
- Bathycheles incisus (Forest, 1987)
- Bathycheles integer (Forest, 1987)
- Bathycheles macgilchristi (Alcock, 1905)
- Bathycheles phenax McLaughlin & Lemaitre, 2009